# Intrigo
Intrigo est une série cinématographique réalisée par Daniel Alfredson d’après une série de nouvelles du romancier suédois Håkan Nesser :
1. Intrigo : Mort d'un auteur (2018)[2]
2. Intrigo : chère Agnès (2019)[3]
3. Intrigo : Samaria (2019)[4]

Intrigo est un bar de la ville fictive de Maardam que l’on retrouve dans chaque volet, dont les histoires sont indépendantes[réf. souhaitée].